# Bangda (Markam)
Bangda (chinesisch 帮达乡, Pinyin Bāngdá Xiāng; tibetisch སྤངམདའ།, Wylie spang mdav) ist eine Gemeinde im Kreis Markam der Stadt Qamdo im Autonomen Gebiet Tibet der Volksrepublik China. Bangda hat eine Fläche von 1.037 km² und 8.182 Einwohner (Stand: Zensus 2010). Landwirtschaft ist nur auf den 6,7 km² Ackerbaufläche möglich. Dafür ist die Viehzucht (Rinder, Pferde) mit knapp 70.000 Stück gut entwickelt. Ein wichtiger Einnahmezweig der Gemeinde ist darüber hinaus der Anbau von Matsutake und von Judasohr. Hinzu kommt die organisierte Suche nach dem Chinesischen Raupenpilz.

## Administrative Gliederung
Auf Dorfebene setzt sich Bangda aus sechs Dörfern zusammen. Diese sind:
- Dorf Bangda (帮达村), Hauptort, Sitz der Gemeinderegierung;
- Dorf Gyabgag (加嘎村);
- Dorf Gyanedeng (加尼顶村);
- Dorf Gyinzhü (金州村);
- Dorf Marnye (毛尼村);
- Dorf Ragdü (然堆村).